# Geochore
Geochoren (gr. γῆ gé „die Erde“ und χώρα chora „Raum“) sind relativ große Landschaftsausschnitte mit ähnlichen – aber wegen ihrer Größe nicht völlig gleichen – Eigenschaften. Sie stellen damit Naturraum-Mosaike kleinerer Einheiten dar, die hierarchisch gegliedert bzw. aufgebaut werden können:
- Physiotope bzw. Geotope bilden die Basiseinheit (topische Dimension, von griech. τόπος, „Ort“). Es handelt sich dabei um Objekte, die hinsichtlich der jeweils betrachteten Merkmale (bzw. Merkmalskomplexe inkl. Wechselwirkung) als soweit homogen eingeschätzt werden, dass eine weitere Untergliederung nicht sinnvoll erscheint. Der Flächeninhalt hängt u. a. vom Verteilungsmuster der Merkmale sowie vom Ziel und Zweck der Erfassung ab, im Allgemeinen liegt er in der Größenordnung zwischen 0,1 und 5 Hektar.
- Nanogeochoren oder auch Nanochoren sind die einfachste Vergesellschaftung von Physiotopen.
  - Beispiel: Ameisenberg bei Oybin als Teil des Oybiner Felsenreviers (Mikrogeochore)
- Mikrogeochoren sind Kleinlandschaften mit einer Flächengröße von durchschnittlich 12 km². Aus der Sicht von Biotopen oder gleichartig zu bewirtschaftenden Wald- bzw. Agrarstandorten bilden sie mehrgliedrige Mosaike als Verbund von Nanogeochoren. Gleichartig sind bei ihnen vor allem die erdgeschichtlichen Wurzeln, ihre vorkommenden Gesteine, die Höhenlage oder auch die Bewegtheit der Landschaft. Sie sind eine gute Veranschaulichung der landschaftsgenetischen Ursachen für die Gefügebildung.
  - Beispiel: Hochwaldrücken bzw. Oybiner Felsenrevier
- Mesogeochoren sind einfache Verbände und Vergesellschaftungen von Mikrogeochoren. Ihre Zusammengehörigkeit begründet sich durch Gemeinsamkeiten bestimmter Merkmale des Klimas, ähnlicher Bauformen wie Berg-, Tal- und Hügelländer oder zusammengehöriger Formenkomplexe aus dem Pleistozän (Eiszeit). Sie orientieren sich am Haushalt und dem Maßverhältnis der aufbauenden Mikrogeochoren.
  - Beispiel: Zittauer Gebirge bzw. Zittauer Becken
- Makrogeochoren oder Großlandschaften – als naturräumliche Großeinheiten – sind einfache Gefüge von Mesogeochoren, deren Zusammengehörigkeit sich z. B. vom geologischen Grundaufbau, von klimatischen Lagebedingungen oder floristischen Gemeinsamkeiten (z. B. hpnV) ableiten lässt. Sie liegen an der Grenze zu regionischen Dimensionen.
  - Beispiel: Lausitzer Gebirge bzw. Oberlausitzer Bergland

Die ermittelten Einheiten können sowohl individuell als auch typologisch erfasst, beschrieben und dargestellt werden. Besonders für letzteres wird vorausgesetzt, dass die erfassten Eigenschaften innerhalb der Dimensionsstufe vergleichbar sind. 